# Basud
Basud è una municipalità di quarta classe delle Filippine, situata nella Provincia di Camarines Norte, nella Regione del Bicol.
Basyd è formata da 29 baranggay:
- Angas
- Bactas
- Binatagan
- Caayunan
- Guinatungan
- Hinampacan
- Langa
- Laniton
- Lidong
- Mampili
- Mandazo
- Mangcamagong
- Manmuntay
- Mantugawe
- Matnog

- Mocong
- Oliva
- Pagsangahan
- Pinagwarasan
- Plaridel
- Poblacion 1
- Poblacion 2
- San Felipe
- San Jose
- San Pascual
- Taba-taba
- Tacad
- Taisan
- Tuaca